# 小站遗址
小站遗址，也称罗家湾遗址，是位于中華人民共和國山西省大同市南郊区马军营乡小站村西南十里河二级阶地上的一处旧石器时代晚期遗址。1962年，文物工作者在调查中发现了这一处遗址。1984年文物工作者对遗址进行试掘，得到200余件石制品，采集到1件石英类石核。经鉴定，小站遗址地质年代属晚更新世时期，是一处旧石器时代晚期的文化遗址。
1966年4月23日，小站遗址入选大同市人民委员会公布的第一批大同市文物保护单位名单。